# Splachnobryum wiemansii
Splachnobryum wiemansii là một loài rêu trong họ Splachnobryaceae. Loài này được M. Fleisch. mô tả khoa học đầu tiên năm 1904.